# 夏威夷海景 (夏威夷州)
夏威夷海景（英語：Hawaiian Ocean View）是位於美國夏威夷州夏威夷縣的一個人口普查指定地區。

## 地理
夏威夷海景的座標為19°06′28″N 155°46′02″W / 19.10778°N 155.76722°W，而該地最高點為海拔高度480米（即1575英尺）。

## 人口
根據2010年美國人口普查的數據，夏威夷海景的面積為95.30平方千米，均為陸地。當地共有人口4437人，而人口密度為每平方千米46人。